# Курган Прокеш
Хумка Прокеш је курган који се налази на североистоку Суботице, у истоименом атару, названом по некадашњем феудалном властелинству породице Прокеш из Суботице. У непосредној близини се налази и некадашња вила Прокеш. Хумка је у врло лошем стању, пошто се користи као део парцеле која се интензивно преорава.
Ипак, и овако деградирано, њена висина у односу на околни терен износи око 3 метра (половина висине стандардне електричне бандере). Иако је околина брежуљкаста, ова хумка се јасно издваја из околине као очигледно дело људских руку. По изгледу и стању може се претпоставити да је веома стара, вероватно из периода када у наше пределе долазе Скити.
Као и већина хумки у Војводини, подигнута је на обали некадашњег меандра. Околина Суботице је у прошлости била мочварна, а у овом крају било је сливно подручје Палићког језера. Кроз "Прокеш" некада је текла мања река (данас мелиорациони канал), а читаво подручје је веома влажно, са честим застајалим водама у пролеће и остацима барске вегетације у удолинама (трска, шаш, рогоз итд.) Древним народима је близина воде била од стратешке важности: ловили су рибу, појили стоку, купали коње, и могли утећи у случају насртаја непријатеља са копна.

## Изглед околине
Сама хумка је преорана, али што се остатака природе тиче, овај крај је због доста воде на самом рубу пешчаре богат биљкама и животињама, дуго се користио као ловиште. У непосредној околини хумке налази се повећи влажни пашњак са високом травом ђиповине (Chrysopogon gryllus), један од задњих у околини Суботице, као и неколико мањих станишта ливада са бескољенком (Molinia caerulea) поред атарских путева.
Оба станишта су веома ретка. Фитоценоза бескољенке је типично мочварно-долинска вегетација (лат. Ass. Molinietum caeruleae), док она са ђиповином (лат. Ass. Chrysopogonetum pannonicum) представља крајњи стадијум у сукцесији пешчарске и степске вегетације, чија наредна фаза је жбунаста, односно шумска вегетација. Шума је и присутна одмах на ободу ливаде и на само десетак метара од кургана.

## Стање и перспективе
Осим тога, ништа о хумки није познато. О њој не постоје историјски записи, а није позната ни са старих мапа. У њеној околини археолошких истраживања није било.
Водоинжињер Јожеф Киш, један од идејних твораца пројекта Великог бачког канала, у периоду 1786. и 1792. једно време је боравио у Суботици, када је између осталог нацртао врло детаљну мапу околине града на којој је уцртао и хумке. Међутим, курган на Прокешу се не види овој мапи.

## Галерија
| - Хумка гледана из правца истока, са атарског пута за Суботицу - Хумка је окружена влажном ливадом - У непосредном окружењу хумке је повећа депресија, меандар старе реке - Ободи меандра се интензивно обрађују, као и површина саме хумке - На ширем подручју меандра расте барска вегетација: као на пример типично полулоптасти жбунови барске иве (Salix cinerea) |